# 카인과 아벨 (2016년 드라마)
《카인과 아벨》(일본어: カインとアベル)은 후지 TV 계열의 〈게츠쿠〉 시간대에서 2016년 10월 17일부터 12월 19일까지 방송된 일본의 텔레비전 드라마이다. 주연은 야마다 료스케.

## 캐스트
- 타카다 유 (24) - 야마다 료스케
- 타카다 류이치 (32) - 키리타니 켄타
- 야하기 아즈사 (28) - 쿠라시나 카나
- 타카다 타카유키 (55) - 타카시마 마사노부
- 단 마모루 (50) - 키노시타 호우카
- 사사키 하지메 (50) - 히노 요진
- 시바타 히카리 (24) - 야마자키 히로나
- 히로세 사키 (46) - 오오츠카 네네
- 세리자와 모모코 (56) - 미나미 카호
- 타카다 소이치로 (82) - 히라 미키지로→테라오 아키라

## 스태프
- 각본 - 아소 쿠미코, 야마자키 타카코
- 각본 협력 - 카나자와 타츠야 (제1화)
- 원안 - 구약성경 창세기 카인과 아벨
- 음악 - 칸노 유고
- 오프닝 - 쇼스타코비치 〈교향곡 제5번 제4악장〉
- 주제가 - Hey! Say! JUMP 〈Give Me Love〉 (제이 스톰)
- 프로듀스 - 하토리 켄이치, 니시자카 미즈나리, 이케다 타쿠야
- 연출 - 타케우치 히데키, 하야마 히로키, 타니무라 마사키
- 제작 저작 - 후지 TV

## 방송 일자
| 각 화                                                      | 방송일           | 부제 (서브 타이틀)                                 | 각본            | 연출            | 시청률 |
| ---------------------------------------------------------- | ---------------- | -------------------------------------------------- | --------------- | --------------- | ------ |
| 제1화                                                      | 2016년 10월 17일 | 나와 형의 2개의 삼각 관계                          | 아소 쿠미코     | 타케우치 히데키 | 8.8%   |
| 제2화                                                      | 10월 24일        | 하트를 잡아라!! 사랑도 일도 놀라움의 대역전        | 아소 쿠미코     | 하야마 히로키   | 8.6%   |
| 제3화                                                      | 10월 31일        | 초긴급 사태! 최대의 위기를 극복하라                | 아소 쿠미코     | 타니무라 마사키 | 6.9%   |
| 제4화                                                      | 11월 7일         | 기적의 대역전! 운명을 바꾼 번뜩임!                 | 아소 쿠미코     | 타케우치 히데키 | 7.0%   |
| 제5화                                                      | 11월 14일        | 배반? 책략? 사랑? 갈라지는 2인!!                   | 야마자키 타카코 |                 | 7.6%   |
| 제6화                                                      | 11월 21일        | 질투? 욕망? 전락? 움직이기 시작하는 금단의 사랑!!  | 아소 쿠미코     | 하야마 히로키   | 9.0%   |
| 제7화                                                      | 11월 28일        | 비밀!? 격정!? 책략!? 다가오는 대단한 운명          | 아소 쿠미코     | 타니무라 마사키 | 8.8%   |
| 제8화                                                      | 12월 5일         | 살며시 다가오는 악마의 유혹 한순간에 빼앗기는 행복 | 야마자키 타카코 | 타케우치 히데키 | 8.4%   |
| 제9화                                                      | 12월 12일        | 충격!! 배신의 순간 궁지에 몰린 가족                | 아소 쿠미코     |                 | 7.9%   |
| 최종화                                                     | 12월 19일        | 사랑에 일에 대파란!! 최후에 일어나는 기적!!        | 아소 쿠미코     | 타케우치 히데키 | 9.1%   |
| 평균 시청률 8.2% (시청률은 칸토 지구·비디오 리서치사 조사) |                  |                                                    |                 |                 |        |

- 첫회 15분 확대.